# Aprostocetus intentatus
Aprostocetus intentatus är en stekelart som först beskrevs av Girault och Alan Parkhurst Dodd 1915.  Aprostocetus intentatus ingår i släktet Aprostocetus och familjen finglanssteklar. Inga underarter finns listade i Catalogue of Life.